# Zemplínske Hámre
Zemplínske Hámre (in ungherese Józsefhámor) è un comune della Slovacchia facente parte del distretto di Snina, nella regione di Prešov.